# Andro Vid Mihičić
Andro Vid Mihičić (Beli na otoku Cresu, 26. ožujka 1896. – Mali Lošinj, 26. siječnja 1992.) bio je hrvatski povjesničar umjetnosti, pjesnik i redovni profesor na Akademiji likovnih umjetnosti u Zagrebu.

## Životopis
Rođen je u Belome na Cresu 1896. godine. Pohađao je franjevačku gimnaziju na Košljunu, u Zadru i Dubrovniku, gdje je studirao i teologiju. Godine 1924. odlazi u Pariz na studij povijesti umjetnosti. Godine 1927. položio je licencijat na Sorboni, a 1929. na Školi za žive orijentalne jezike.
Od 1932. do 1933. predavao je na Franjevačkoj gimnaziji u Dubrovniku. Zatim, od 1933. do 1942. predaje na Franjevačkoj nižoj gimnaziji na Badiji. Zbog simpatija prema partizanima bježi na Lastovo, Vis i u Bari, odakle je poslan u El Shatt.
Nakon rata imenovan je kustosom Galerije umjetnina u Splitu, a zatim u Zagrebu. Tih godina napušta franjevački red. Izabran je 1947. za redovnog profesora povijesti umjetnosti na zagrebačkoj Akademiji. Tu ostaje do odlaska u mirovinu 1966. godine.
Zbirku umjetnina ostavio je Malom Lošinju.

## Djela
- „Stope u prahu” (1988.)
- „Sonde” (1988.)
- „Kucanje na vrata tajne” (1990.)
- „Prividi i slutnje” (1991)

Stihovi pjesnika Andra Vida Mihičića, uklesani su na dvadeset kamenih skulptura umjetnika Ljube de Karine koje obilježavaju Stazu broj 1 - crvenu eko stazu u Šumi Tramuntana na Cresu od 1997. godine.

### Članci
- Peran, Ivo. 1993. Andro Vid Mihičić. Riječki teološki časopis. Riječki teološki časopis. Rijeka. 1 (2): 300–304

### Mrežna sjedišta
- Mihičić, Andro Vid. Hrvatska enciklopedija LZMK. Pristupljeno 21. prosinca 2024.

## Vanjske poveznice
- Vladimir Lončarević: Andro Vid Mihičić - pjesnik i estetičar  Arhivirana inačica izvorne stranice od 3. rujna 2014. (Wayback Machine), Glas Koncila, 24. srpnja 2011., str. 21